# بانک جی‌سی‌بی
بانک جی‌سی‌بی (انگلیسی: GCB Bank) شرکت خدمات مالی و بانکداری غنایی است، که در سال ۱۹۵۳ تأسیس شد.